# Slib

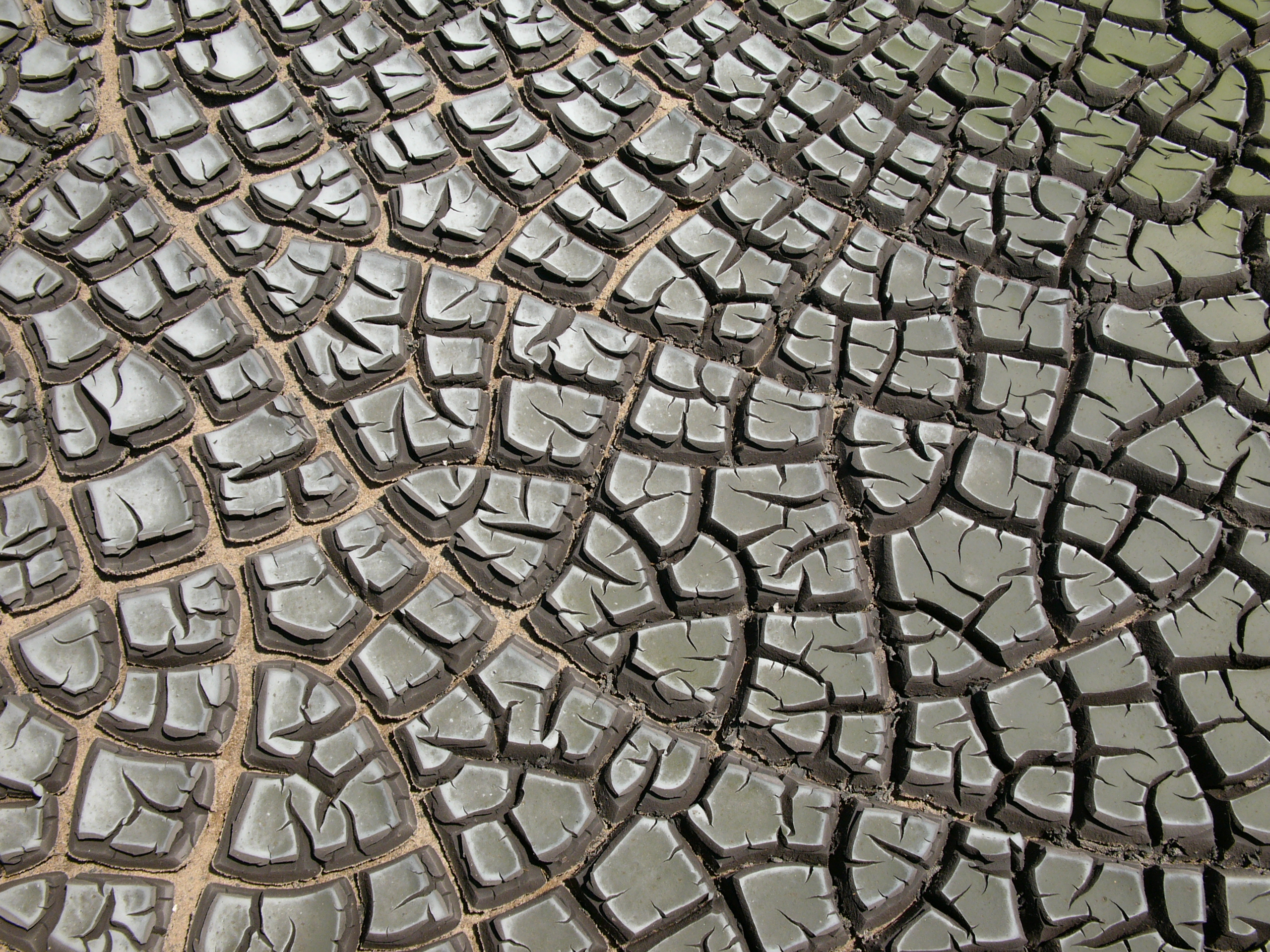
Uitgedroogd slib laat een barstenpatroon zien

Slib of modderige grond is een afzetting op de bodem van in stromend water aanwezige vaste deeltjes. Waar de stroomsnelheid afneemt, slaan de deeltjes als een soort klei neer op de bodem. Slib van natuurlijke oorsprong geeft meestal een vruchtbare bodem.

## Geschiedenis
Afzetting van slib werd veel gebruikt bij de Egyptenaren om uitgeputte akkers te bemesten als de vloedperiode van de Nijl voorbij was. Deze rivier liet namelijk zeer veel slib achter.
Heden ten dage wordt slib niet veel meer gebruikt, omdat mest beter zou zijn en veel slib tegenwoordig verontreinigd is, veelal met zware metalen. Er zijn wel wijnstreken waar nog slib ligt, maar dat is dan ondergronds en dateert van lang geleden (Brouilly; Beaujolais). Doordat Nederlandse rivieren meestal zijn bedijkt, ligt de stroomsnelheid van het water relatief hoog en zal weinig slib bezinken.

## Voorkomen
Slib is vaak als afzetting op de waterbodem aanwezig. Dit is de bodem die zich onder het wateroppervlak ter plaatse van sloten, vennen, kanalen, grachten en dergelijke bevindt. De waterbodem is opgebouwd uit een geconsolideerd gedeelte; de bodem waarop zich een ongeconsolideerde laag; het sediment, bevindt. De bodem wordt, om verwarring met de landbodem te voorkomen, ook wel de onderliggende (vaste) bodem genoemd (1e graafprofiel). Het sediment bestaat vaak uit een donkere, bruine/zwarte gekleurde sliblaag afkomstig van amorf organisch materiaal, samengesteld uit sterk gedegenereerde plant-, tak-, depositie- en bladresten (hieraan kleeft vaak de meeste verontreiniging). Deze sliblaag onderscheidt zich meestal duidelijk van de ondergelegen laag vanwege het kleurverschil. Onder de sliblaag bevindt zich vaak een zachte laag. Deze leise bestaat uit matig fijn tot grof zand vermengd met zeer fijne fracties en organische restjes (lichtbruin/grijsachtige kleur). Onder de leise is dan weer de onderliggende vaste bodem aanwezig (1e graafprofiel).

## Vaarwegen
Teneinde vaarwegen en havens begaanbaar te houden moeten deze voortdurend worden uitgebaggerd. Het vrijgekomen slib wordt afhankelijk van de mate van vervuiling, de verontreinigingsklasse, afgevoerd naar een opslagplaats zoals de Slufter op de Maasvlakte, het IJsseloog in het Ketelmeer, de Kaliwaal bij Druten.

## Toepassingen

### Biomassa
Slib speelt in een rol in de afvalwaterzuivering waar het afgezette rioolslib als biomassa vergist wordt waarbij biogas vrijkomt dat weer gebruikt wordt als brandstof voor opwekken van energie voor de RWZI.

### Wegfundering
Door toevoeging van kalk, de zogenaamde koude immobilisatie ontstaat een grondachtig materiaal dat geschikt is als toepassing in wegfunderingen.

### Slibvangput
Slib in afvalwater zal door het afnemen van de stroomsnelheid in een afscheider of separator bezinken op de bodem.

### Landaanwinning
Voor het winnen van land wordt ook slib toegepast. Dit opslibben wordt toegepast voor landbouw, wonen, industrie, opslag of verkeer.

## Economie
In de economie is aanslibbing de trek van bedrijven vanuit perifere landsdelen naar een plek halverwege een kerngebied of aan de rand daarvan.